# مرقس الثالث (بابا الإسكندرية)
 البابا مرقس الثالث البطرك بابا الإسكندرية وبطريرك الكرازة المرقسية, بطريرك الكنيسة القبطية الأرثوذكسية (73)
تولى من سنة 1167 إلى سنة 1189م وعرف باسم أبى زرعة، وعاصر الملوك العاضد الفاطمي وصلاح الدين الأيوبي
لم يكن هناك خلاف فيما يتعلق بانتخاب البابا مرقس الثالث، لأن سابقه البطرك البابا يوأنس الخامس كان قد أوصى تعيينه خليفة بعده، وهذا من التصرفات النادرة في تعيين البطاركة.
اُختير للبطريركية سنة 1166م بعد نياحة البابا يوحنا الخامس، في وقت زادت فيه اضطراب الأحوال الداخلية والخارجية للبلاد. كان تاجرًا علمانيا شماسًا بتولاً ناسكًا يسمى «مرقس أبي الفرج بن أبي السعد» وهو معروف بابن زرعه، سرياني الجنس قبطي المذهب، وتمت مراسم السيامة في الإسكندرية كالعادة. هو البطريرك الثاني بعد البابا أبرآم بن زرعة من غير المصريين.

## ضيق شديد
تتميز فترة بطريركيته بالاضطراب الشديد في الأمن في البلاد المصرية نتيجة للتنافس الشديد بين الوزراء وقادة الجيش وحملات الفرنجة على مصر والتي يطلق عليها الحملات الصليبية.
نزل البابا مرقس الثالث إلى سائر أنحاء البلاد يعزي القلوب ويضمد الجراح ويشدد من أزر ضعاف النفوس والقلوب خصوصًا بعد أن لمس الضيق الشديد الذي حل بالقبط من جراء تشدد أسد الدين شيركوه ووزيره بهاء الدين قراقوش الذين قتلوا ونهبوا الأموال واغتصبوا النساء بالإضافة إلى السياسة البغيضة للقبط. فما كان من البطريرك إلا أن التجأ إلى الصوم والصلاة حتي مات شيركوه.

## عصر الأيوبيين
تولى صلاح الدين الأيوبي وبدأ عصر جديد في الدولة والموقف من القبط. فانتقل الحكم إلى الأيوبيين وبدأ عهد من الاستقرار والعدالة،
وأحس المصريون جميعًا بالعدالة والسماحة والكرم، بل وأكثر من هذا أمر ببناء ما تهدم من الكنائس واختار من كبار رجال الدولة الشيخ الرئيس صفي الدين بن أبي المعالي. وكان من مظاهر الاستقرار أيضًا بناء القلعة التي بناها صلاح الدين على الطراز البيزنطي إذ أعجبه نظام بناء الكنائس القبطية على هذا النسق والنظام، وأشرف على بنائها مهندسان قبطيان هما أبو منصور وأبو مشكور، وحال الانتهاء من بنائها نقل إليها مقر الحكم فصارت مركزًا للحكم لمدة 666 سنة أي حتى 1874م في عصر الخديوي إسماعيل الذي بنى قصر عابدين ونقل إليه مقر الحكم.
انتشبت في عهد البابا مرقس الثالث الحروب الصليبية واشتد الخلاف بينه وبين مرقس بن قنبر المبتدع. وبدت نهاية أيام البابا مرقس الثالث هادئة بدرجة ملحوظة رغم أن بداية أيامه كانت صعبة، ورحل ذلك الرجل البار سنة 1189م.